# Etolia

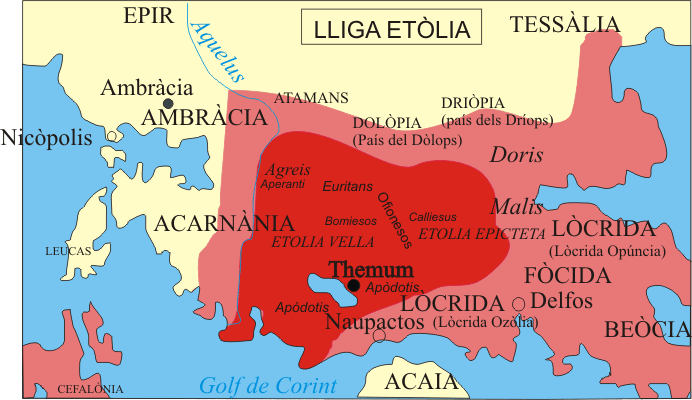
Etolia historyczna w III/II wieku p.n.e.

Etolia – górzysta kraina w starożytnej Grecji, od południa ograniczona Zatoką Patraską i Koryncką, zamieszkana przez Etolów. Największe znaczenie miała w III wieku p.n.e., w czasach istnienia Związku Etolskiego.
Obecnie terytorium Etolii wraz z historyczną Akarnanią wchodzi w skład jednostki administracyjnej Etolia-Akarnania w regionie Grecja Zachodnia.